# شهرستان تورک
شهرستان تورِک (به لاتین: Turek County) یک سکونتگاه مسکونی در لهستان است که در استان لهستان بزرگ‌تر واقع شده‌است.

## خصوصیات
شهرستان تورِک ۹۲۹٫۴ کیلومترمربع مساحت و ۸۳٬۶۳۵ نفر جمعیت دارد.